# Основна јавна тужилаштва Републике Србије
Основна јавна тужилаштва Републике Србије су најнижa јавнa тужилаштвa у Републици Србији и оснива се за подручје једног или више основних судова. Основна јавна тужилаштва може имати одељење ван свог седишта, као и посебно одељење која се образују за гоњење одређеног кривичног дела. Више јавно тужилаштво је непосредно више јавно тужилаштво основним јавним тужилаштвима.
Тренутно има 58 основних јавних тужилаштава, без основних јавних тужилаштава за територију Косова и Метохија.

## Надлежности
Основно јавно тужилаштво надлежно је да поступа пред основним судом и другим судом и органом на начин прописан законом.
Стварна надлежност јавног тужилаштва одређује се у складу са одредбама закона које важе за утврђивање стварне надлежности суда, осим ако законом није друкчије одређено. Док се месна надлежност јавног тужилаштва одређује у складу са законом којим се уређују седишта и подручја јавних тужилаштава.